# Стари Лединци
Стари Лединци (историјски познати и као Лединци) су приградско насеље Новог Сада и једно од пет насеља која су чинила општину Петроварадин. Налазе се на сремској страни Дунава, у долини Каменарског потока и на обронцима Фрушке горе. Према попису из 2022. године, у Старим Лединцима је било 985 становника.

## Положај насеља
Насеље се географски налази у Срему, али је део Јужнобачког округа. У административном смислу, насеље припада Граду Новом Саду. До 2019. године припадало је градској општини Петроварадин (једној од две општине које су до тада чиниле Град Нови Сад).
Суседна насеља су: Лединци (Нови Лединци) на северу, Раковац на западу, Сремска Каменица на истоку и Врдник на југу.
Стари Лединци су типично фрушкогорско место, које се централним делом насеља простире поточном долином, а окружују га насељени делови места смештени на околним бреговима, односно терасама истих. Називи ових делова Старих Лединаца су: Клиса, Бубања, Вучковац и Брестови.

## Име насеља
Постоје два насеља са именом Лединци: Стари Лединци и Нови Лединци. У прошлости се назив Лединци користио за Старе Лединце, а данас се ово име званично користи за Нове Лединце, док се старије село званично зове Стари Лединци. Оба насеља имају сопствену месну заједницу.

## Историја
У близини Старих Лединаца постоје докази присуства Римљана из времена императора Проба, који говоре да су они у близини данашњег лединачког мајдана „Сребро“ из једног рудокопа вадили племените метале за потребе ковнице новца у Сирмијуму.
Село је вероватно основано у 13. веку. Према предању, првобитно насеље се није налазило у долини Каменарског потока (на месту данашњих Старих Лединаца), већ на лединама на дунавској равни крај каменичког атара, услед чега је добило назив Лединци. Када су 1242. Татари упали у Срем, пљачкали и палили куће и убијали становништво, Лединчани су се повукли у густе шуме и на делу атара званом Селиште изградили привремена станишта (која су прерасла у трајно насеље), а у страху од нове пљачке и покоља нису се више враћали на обалу Дунава. Према подацима из 1372. године, подручје у околини Лединаца је називано „српски крај“, док је по подацима из 1438. године овај простор био настањен „шизматицима“ (православним хришћанима). Крајем 15. века, овај крај припада српским деспотима Јовану и Ђорђу Бранковићу. Деспот Јован Бранковић (1496—1502) је поклонио ово село Раковачком манастиру. Срби који су живели на овом подручју помињу се и за време буне Ђерђа Доже, 1514. године.
Приликом османског освајања Срема у 16. веку, насеље Селиште је спаљено, а избегло становништво је изградило треће насеље на локалитету Клиса (део данашњих Старих Лединаца). Међутим, у току једног ратног похода, Турци су спалили и ово насеље, тако да је потом саграђено и четврто насеље, под Малим брегом, недалеко од Клисе, а из овог последњег насеља настали су данашњи Стари Лединци. За време Османске власти, у 17. веку, господар Лединаца био је Солак Мехмед-ага, османски спахија. Постоји и мишљење да је редослед насељавања локалитета на Клиси и Селишту био обрнут, тако да је, према овим тврдњама, насеље на Клиси старије од оног на Селишту. У насељу на Селишту постојала је црква посвећена светом Прокопији. У околини данашњих Старих Лединаца, на простору данашњег Раковца, у средњем веку је постојало значајно насеље под именом Думбово.
Лединци су поново страдали, разарани и спаљивани приликом Аустријско-турских ратова. Од краја 17. века село је под управом Хабзбуршке Монархије. Хабзбуршке власти су имале проблема са прикупљањем пореза у селу, јер су, према једном пореском извештају из прве половине 18. века, становници овог региона били „слободни Срби (Freie Ratzen), по природи веома непокорни и пркосни. Они стално избегавају сусрете са представницима власти, те је са њима врло тешко изаћи на крај." Почетком 18. века, на овом простору је забележено постојање два насеља, једно се називало Лединци, а друго Сентић (Сентић се налазио у атару данашњих Нових Лединаца). Оба места су припадала Карловачком властелинству, а, према неким изворима, од 1736/1737. године део су војне границе. Приликом прикључења војној граници, насеље Сентић је спојено са Лединцима. Према попису из 1736/1737. године, становници Лединаца били су искључиво Срби. Неки становници насеља воде порекло и од избеглица са Косова и других крајева Србије, који су у овај крај дошли 1690. године приликом велике сеобе Срба коју је предводио патријарх Арсеније Чарнојевић. У Лединце се крајем 18. века населио и део избеглица из Србије, после пропасти Кочине крајине.
Већ почетком 19. века, у селу је радила школа, у којој су први учитељи били лединачки свештеници и раковачки калуђери, а током 1842. године изграђен је и први водовод. У време револуције 1848. године, дошло је до оружане интервенције мађарске војске против стварања Српске Војводине и Лединчани су учествовали у одбрани Сремске Каменице. Тада је формиран војни логор и у Лединцима, са задатком да чува десну обалу Дунава од упада мађарске војске. Године 1866. избио је у Лединцима велики пожар, услед неопрезности код печења ракије. Том приликом је изгорела скоро половина села. Укидањем војне границе 1881. године, Лединци су припојени цивилној управи провинцијала. 1898. године у селу је основана земљорадничка задруга под називом Прва српска земљорадничка задруга. Почетком 20. века, у Лединцима је отворена читаоница, а 1913. године је основано Прво лединачко тамбурашко друштво, да би потом били формирани хор и драмска секција, као и рецитаторска група. Хор је био најмасовнији. Имао је 35 редовних чланова и назван је Прво лединачко певачко друштво. Мада политички живот, ако се изузме активност Социјалдемократске странке, није био развијен, деловало је неколико политичких струја. Било је демократа, радикала и независних. Међу социјалисте је више пута долазио Васа Пелагић и на њих имао јак утицај. Мада су политички били расцепкани, када су у питању били југословенство, борба за аутономна права Војводине или ослободилачка борба Србије, Лединчани су били јединствени. Своје симпатије према Србији нису крили ни пред аустроугарским властима, које су их за „дрско понашање“ хапсиле, кажњавале и малтретирале.
Када је 1914. године дошло до мобилизације за рат против Србије, Лединчани су били спремни на све да не би ишли у рат против српског народа. Властима је расположење војвођанских Срба било добро познато, па су све оне у које се сумњало да су противници рата против Србије хапсили и интернирали. Неки Лединчани су мобилисани у Аустроугарску војску и упућени на руски фронт, где се већина њих предала Русима приликом првих судара у Галицији. Из Русије су као добровољци одлазили на Солунски фронт. Мобилизација Лединчана успела је аустроугарским властима само у првом налету. Касније, већина се на разне начине извукла, и то најчешће на лекарским комисијама. Неки од њих су се склањали у шуму и по базама, где их војне и цивилне власти нису могле пронаћи. Многи који су већ били у војсци дезертирали су под пуном ратном опремом и окупљали се на Фрушкој гори. Били су то "зеленокадровци", који су представљали озбиљну опасност за позадину аустроугарских фронтова. Лединачки зеленокадровци су у току целог рата више боравили у селу него у шуми, а у шуму би се повлачили само кад би им запретила опасност. Што је рат био ближи крају постајали су све активнији, а пред крај рата изабрали су и свог вођу — Пају Радовановића, кога су назвали војвода Мицко. Када је дошло до пробоја Солунског фронта и готово безглавог повлачења аустроугарске војске, Лединчани, предвођени војводом Мицком, више пута су успешно пресретали и разоружавали аустроугарске војнике. У једном случају, Лединчани су одустали од разоружавања једне повеће групе аустроугарских војника, јер им је један од припадника ове групе објаснио да он и његови другови нису непријатељи, већ Чеси, односно Словени као и Срби и да им је оружје које носе потребно да би се и они ослободили од аустријске и угарске власти и створили своју државу. Прихватајући ово објашњење, војвода Мицко их је пустио да иду.
Од децембра 1918. године, село је део Краљевства Срба, Хрвата и Словенаца (касније названог Краљевина Југославија). У Другом светском рату село је окупирано од стране такозване Независне Државе Хрватске. Од првих дана окупације Лединчани су се на разне начине борили против усташа и немачких окупатора. У војвођанским партизанским јединицама погинуло је 85 бораца, а од фашистичког терора страдало је у Јасеновцу, Сремској Митровици, земунском Сајмишту и самом селу преко 200 мештана. Село је привремено ослобођено у мају 1942. године, због чега је у њега доведена једна чета усташа из Сремских Карловаца, после чијих тортура и испитивања је један део становништва завршио у Јасеновачком логору. Због акција покрета отпора, нове јединице петроварадинских и каменичких усташа спроводиле су нове тероре, тако да се августа 1942. године скоро цело становништво склонило у шуму. После тога су започеле велике офанзиве фашиста на Фрушку гору, услед чега је добар део становништва похапшен или побијен. Због несигурности услед константног дејства покрета отпора, окупаторска управа Лединаца је измештена из села на пут Каменица — Беочин. Како су временом Лединци постали чврсто упориште отпора, у октобру 1943. године село је опколила фашистичка војска састављена од немачких нациста, усташа и Черкеза. Део становништва је успео побећи, а велики део народа је похапшен и транспортован у логоре, где је већина трагично скончала живот. Тада је до темеља спаљено читаво село, а посебно је поведено рачуна да се приликом паљења цркве Светог Николе спали и комплетна архива места.
После рата (1946-1951. године), село је обновљено али на новој локацији ближе Дунаву (на брду Круша) и названо је Нови Лединци, док је за локалитет предратних Лединаца одлучено да добије неке друге намене, те је спречавано настањивање истог. Међутим, део становништва се вратио на локацију Старих Лединаца, тако да је и ово село постепено обновљено. Седамдесетих година у Старе Лединце почињу да се досељавају нови становници, махом из Босне, који купују земљу и плацеве и граде нове куће. Током Југословенских ратова (1991-1995), овде се населио и део избегличког становништва.
Од 1886. до 1936. године, село је припадало Иришком срезу, а од 1936. до 1946. године Карловачком срезу. До 1980. године, Стари и Нови Лединци су чинили једну месну заједницу у саставу Новосадске општине, а тада су формиране две посебне месне заједнице.

## Демографија
У насељу Стари Лединци живи 644 пунолетна становника, а просечна старост становништва износи 36,8 година (37,3 код мушкараца и 36,2 код жена). У насељу има 267 домаћинстава, а просечан број чланова по домаћинству је 3,08.
Ово насеље је углавном насељено Србима, а у последњим пописима, примећен је пораст у броју становника. Пре Другог светског рата, у Старим Лединцима је живело 1.776 становника, а због страдања села у рату, број становника се знатно смањио. Иако је у послератном периоду у селу забележен пораст житеља, број становника из предратног периода још увек није достигнут.
Занимљиво је да већи део потомака староседелачког становништва Старих Лединаца данас живи у Новим Лединцима, док у данашњим Старим Лединцима преовлађује становништво досељено у другој половини 20. века. Део некадашњег староседелачког становништва одселио се и у друга места, посебно у Футог, Бешку, Инђију, Нови Сад и Сремску Каменицу.

### Број становника
|  |

| Демографија | Демографија | Демографија |
| Година      | Становника  | Становника  |
| ----------- | ----------- | ----------- |
| 1948.       | 233         |             |
| 1953.       | 267         |             |
| 1961.       | 338         |             |
| 1971.       | 399         |             |
| 1981.       | 570         |             |
| 1991.       | 642         | 630         |
| 2002.       | 823         | 829         |

### Етнички састав
| Етнички састав према попису из 2002.‍ | Етнички састав према попису из 2002.‍ | Етнички састав према попису из 2002.‍ | Етнички састав према попису из 2002.‍ | Етнички састав према попису из 2002.‍ |
| ------------------------------------ | ------------------------------------ | ------------------------------------ | ------------------------------------ | ------------------------------------ |
|                                      |                                      |                                      |                                      |                                      |
| Срби                                 | Срби                                 |                                      | 711                                  | 86,39%                               |
| Југословени                          | Југословени                          |                                      | 19                                   | 2,30%                                |
| Хрвати                               | Хрвати                               |                                      | 16                                   | 1,94%                                |
| Мађари                               | Мађари                               |                                      | 15                                   | 1,82%                                |
| Црногорци                            | Црногорци                            |                                      | 3                                    | 0,36%                                |
| Словенци                             | Словенци                             |                                      | 2                                    | 0,24%                                |
| Муслимани                            | Муслимани                            |                                      | 2                                    | 0,24%                                |
| Украјинци                            | Украјинци                            |                                      | 1                                    | 0,12%                                |
| Словаци                              | Словаци                              |                                      | 1                                    | 0,12%                                |
| Роми                                 | Роми                                 |                                      | 1                                    | 0,12%                                |
| непознато                            | непознато                            |                                      | 7                                    | 0,85%                                |

### Домаћинства
| Година пописа     | 1948. | 1953. | 1961. | 1971. | 1981. | 1991. | 2002. |
| ----------------- | ----- | ----- | ----- | ----- | ----- | ----- | ----- |
| Број домаћинстава | 75    | 82    | 107   | 117   | 190   | 206   | 267   |

| Број чланова      | 1  | 2  | 3  | 4  | 5  | 6  | 7 | 8 | 9 | 10 и више | Просек |
| ----------------- | -- | -- | -- | -- | -- | -- | - | - | - | --------- | ------ |
| Број домаћинстава | 40 | 64 | 50 | 79 | 19 | 12 | 2 | 1 | 0 | 0         | 3,08   |

### Становништво према брачном стању и полу
| Пол    | Укупно | Неожењен/Неудата | Ожењен/Удата | Удовац/Удовица | Разведен/Разведена | Непознато |
| ------ | ------ | ---------------- | ------------ | -------------- | ------------------ | --------- |
| Мушки  | 340    | 94               | 227          | 7              | 12                 | 0         |
| Женски | 333    | 68               | 227          | 28             | 10                 | 0         |
| УКУПНО | 673    | 162              | 454          | 35             | 22                 | 0         |

### Становништво према делатности коју обавља
| Пол    | Укупно                    | Пољопривреда, лов и шумарство | Рибарство                            | Вађење руде и камена | Прерађивачка индустрија       |
| ------ | ------------------------- | ----------------------------- | ------------------------------------ | -------------------- | ----------------------------- |
| Мушки  | 180                       | 6                             | 0                                    | 26                   | 41                            |
| Женски | 117                       | 2                             | 0                                    | 2                    | 30                            |
| УКУПНО | 297                       | 8                             | 0                                    | 28                   | 71                            |
| Пол    | Производња и снабдевање   | Грађевинарство                | Трговина                             | Хотели и ресторани   | Саобраћај, складиштење и везе |
| Мушки  | 1                         | 28                            | 19                                   | 2                    | 13                            |
| Женски | 2                         | 2                             | 16                                   | 2                    | 2                             |
| УКУПНО | 3                         | 30                            | 35                                   | 4                    | 15                            |
| Пол    | Финансијско посредовање   | Некретнине                    | Државна управа и одбрана             | Образовање           | Здравствени и социјални рад   |
| Мушки  | 3                         | 5                             | 10                                   | 2                    | 12                            |
| Женски | 1                         | 6                             | 7                                    | 8                    | 35                            |
| УКУПНО | 4                         | 11                            | 17                                   | 10                   | 47                            |
| Пол    | Остале услужне активности | Приватна домаћинства          | Екстериторијалне организације и тела | Непознато            | Непознато                     |
| Мушки  | 5                         | 0                             | 0                                    | 7                    | 7                             |
| Женски | 1                         | 0                             | 0                                    | 1                    | 1                             |
| УКУПНО | 6                         | 0                             | 0                                    | 8                    | 8                             |

## Карактеристике насеља
После Другог светског рата, са развојем Новог Сада и насеља у околини града, са сремске стране Дунава су се појавиле популарне локације за рекреацију и изградњу викенд насеља. Једно од таквих викенд насеља никло је и на локалитету Клиса у Старим Лединцима, а објеката викенд становања има и у другим деловима села. Све донедавно, ови објекти викенд становања чинили су више од половине објеката у Старим Лединцима, а у новије време однос стамбених јединица према јединицама викенд становања износи 2/3 према 1/3.
Стари Лединци имају зграду Месне заједнице, амбуланту, дечји вртић, четири прехрамбене продавнице, две кафане и новински киоск. У шуми, у близини Старих Лединаца, налази се војна база Војске Србије са подземним аеродромом.

## Верски објекти
У Старим Лединцима се налазе следећи верски објекти:
- Православни храм Преноса моштију светог Николаја. Храм потиче из средњег века, а обнављан је 1829. и 1866. године. Спаљен је од стране усташа 1943. године, да би обнова почела 1987. године.
- Манастирско црквиште цркве светог Ђорђа — остаци некадашњег православног манастира Савинац саграђеног у време владавине династије Немањић. Од 1998. године се, у мају месецу, у разрушеном храму одржавају литургије, којима присуствује и највише свештенство сремске епархије, на челу са Епископом сремским. У остацима цркве су се још у другој половини 20. века могле видети византијске фреске. На улазу се добро препознавала икона светог Ђорђа, док је пред самим дверима била икона светог Симеона Мироточивог (српског краља Стефана Немање). Сама црква је зидана у византијском стилу. Епископ сремски Василије прогласио је остатке средњовековне цркве у Старим Лединцима за манастир Светог Саве (Манастир Савинац) и тако започео обнову ове цркве и манастира, 2017. године.
- У близини Старих Лединаца налази се и монашка испосница, заштићени споменик културе. Ово је једина испосница у Војводини, а изградили су је монаси раковачког манастира почетком 18. века.

## Привреда
Становништво се овде од давнина бави виноградарством, воћарством и сточарством, а у последње време је у експанзији и пчеларство. Лединчани су били познати по својим подрумима, где се увек могло добити добро вино. У новије време, Стари Лединци су претежно радничко насеље, док је аграрна производња углавном допунско занимање радника. У близини насеља постоји мајдан камена „Сребро“, који у односу на укупну популацију запошљава мали део становништва. Већина запослених је оријентисана на рад у привреди Новог Сада.

## Туризам
У близини Старих Лединаца се налази Лединачко језеро, које је било посећена туристичка дестинација и популарно место за одмор бројних Новосађана. У атару Старих Лединаца се налази и Поповичко језеро, а остали значајни туристички локалитети су Перина пећина (некадашњи рудник злата), као и две турске чесме. У туристичко-рекреативну понуду Старих Лединаца такође спадају планинарење и лов. Само насеље се налази на подручју Националног парка Фрушка гора, а кроз Старе Лединце пролази и траса Фрушкогорског маратона. Посебну атракцију Старих Лединаца представљају пијаћи извори места и окружења, о чијој лепоти и богатству је певао песник Јован Јовановић Змај, који је три године овде службовао, као сеоски лекар.
Овде се налази Ранч Добро прасе.

## Саобраћај
Приградски аутобус број 76 вози до Старих и Нових Лединаца.  Стари Лединци су од Новог Сада удаљени 10,6 км, а главна саобраћајница у насељу је улица Вука Караџића.